# ヴァウテル・レナールツ
ヴァウテル・レナールツ（オランダ語: Wouter Lenaerts、1981年3月25日 - ）はベルギーの作曲家、指揮者、ピアノ奏者。

## 経歴
1981年生まれ。リンブルフ州ネールペルトのノールト＝リンブルフ芸術教育大学（Noord-Limburgs Instituut voor Kunstonderwijs (NIKO)）でピアノ、オルガン、サクソフォーン、和声法を学んで1999年に卒業。その後ブリュッセル王立音楽院で音楽書法、ピアノ、吹奏楽指揮法、作曲、管弦楽指揮法を学んで音楽修士号を得た。
教育者としては2004年からブリュッセル王立音楽院で音楽書法を教えている。演奏家としては、2006年からリンブルフ室内管弦楽団（nl:Het Limburgs Kamerorkest）の指揮者を務めている。

## 作曲作品
ピアノ、声楽、室内楽のための小品から管弦楽、吹奏楽のための比較的大規模な作品まで幅広く作曲しており、ベルギー国内のみならず、オランダ、ドイツ、ルクセンブルク、フランス、スペイン、オーストリア、スイス、スロヴァキア、そして日本で演奏、録音されている。
吹奏楽曲「悪魔島」が2004年のヨーロッパ青少年音楽祭の作曲コンテストで審査員全員一致の1位に輝き、2005年5月のヨーロッパ音楽祭で最上級クラスでの必須演奏曲となった。

## 主要作品

### 吹奏楽曲
- バミューダ・ミステリー (The Bermuda Mystery, Opus 8)
- ゴルゴタの影 (The Shadow of Golgotha, Opus 9)
- 悪魔島 (Devil's Island, Opus 10)